# Paarduell

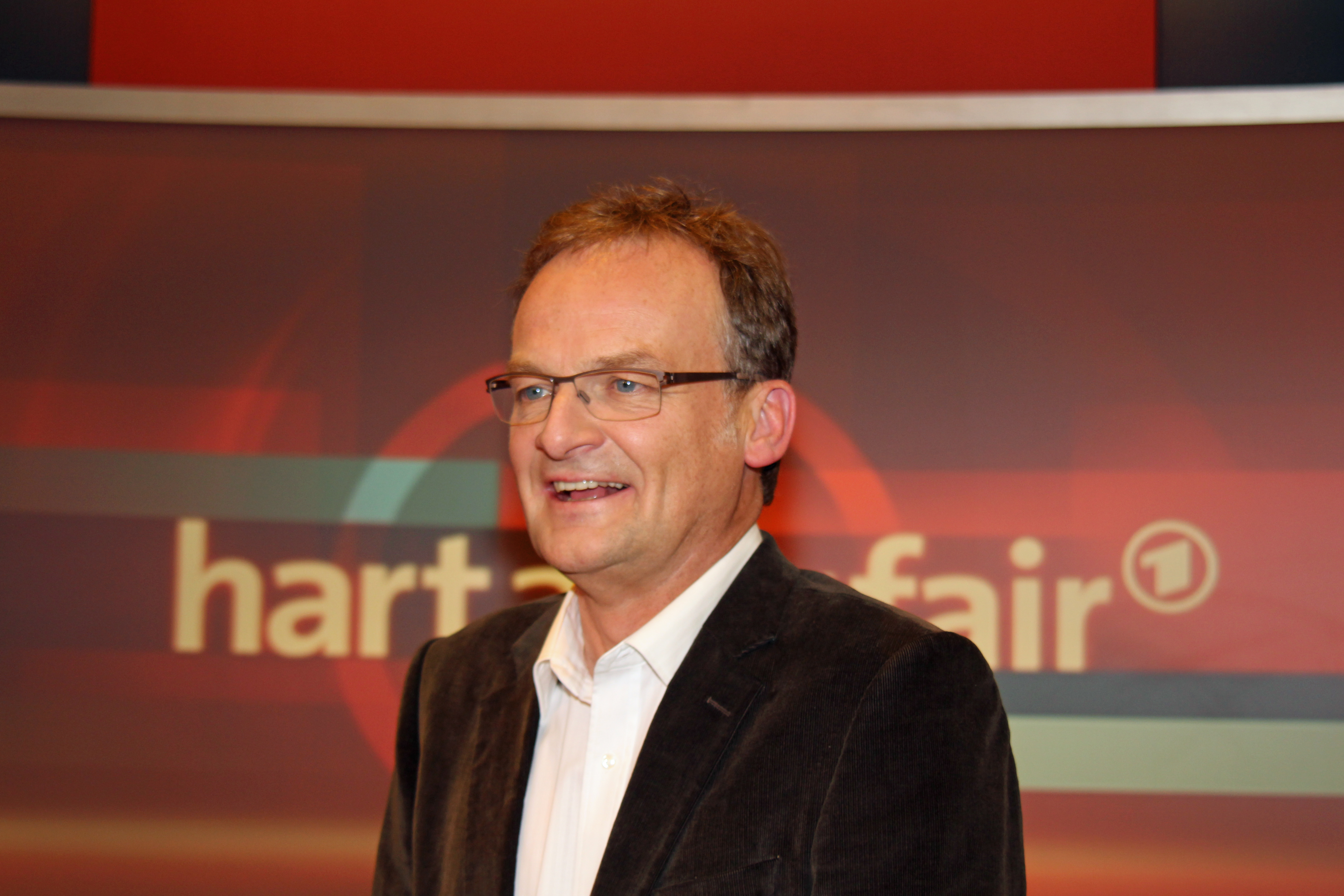
Teampaar Frank Plasberg …

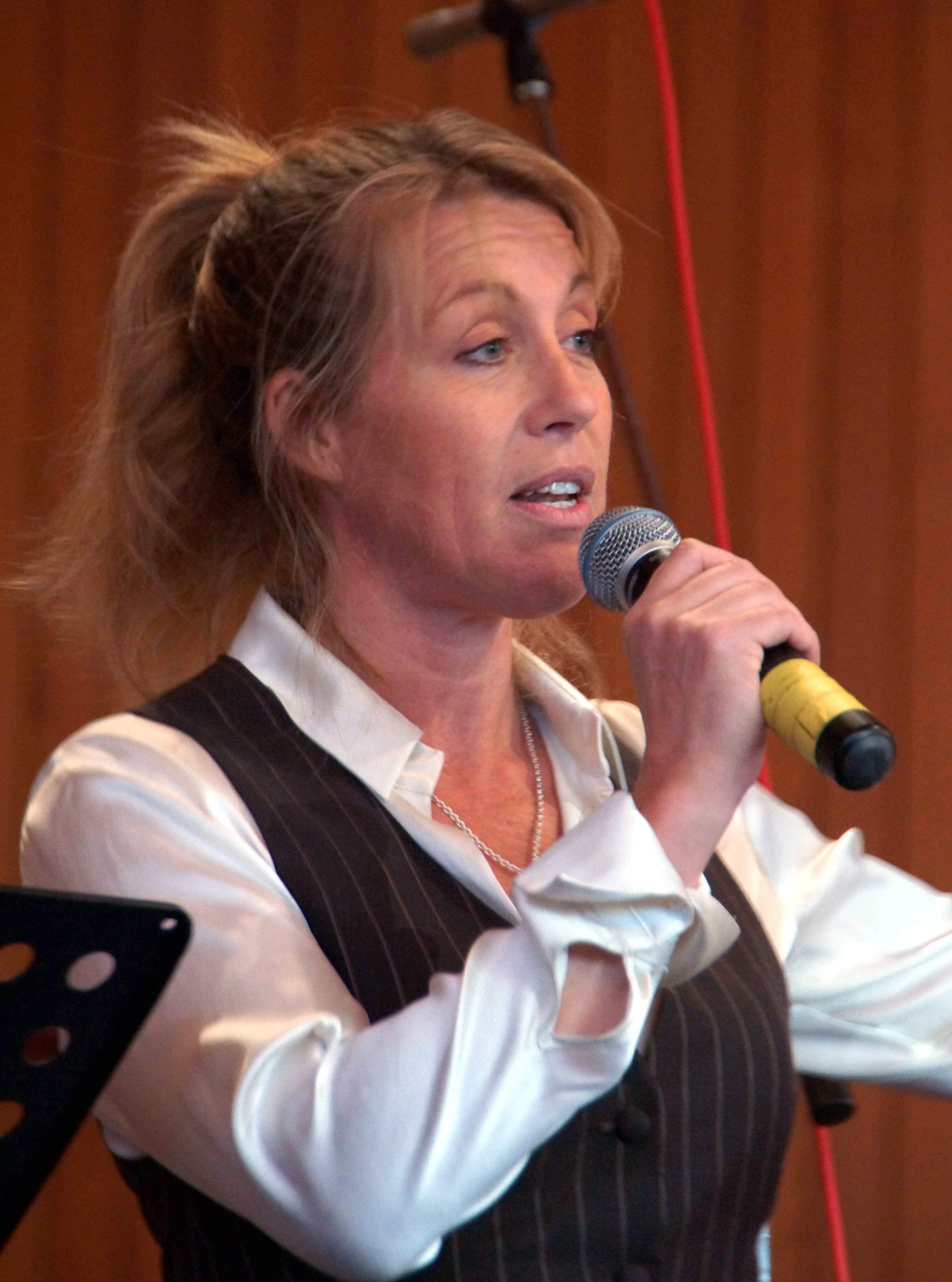
… und Anne Gesthuysen

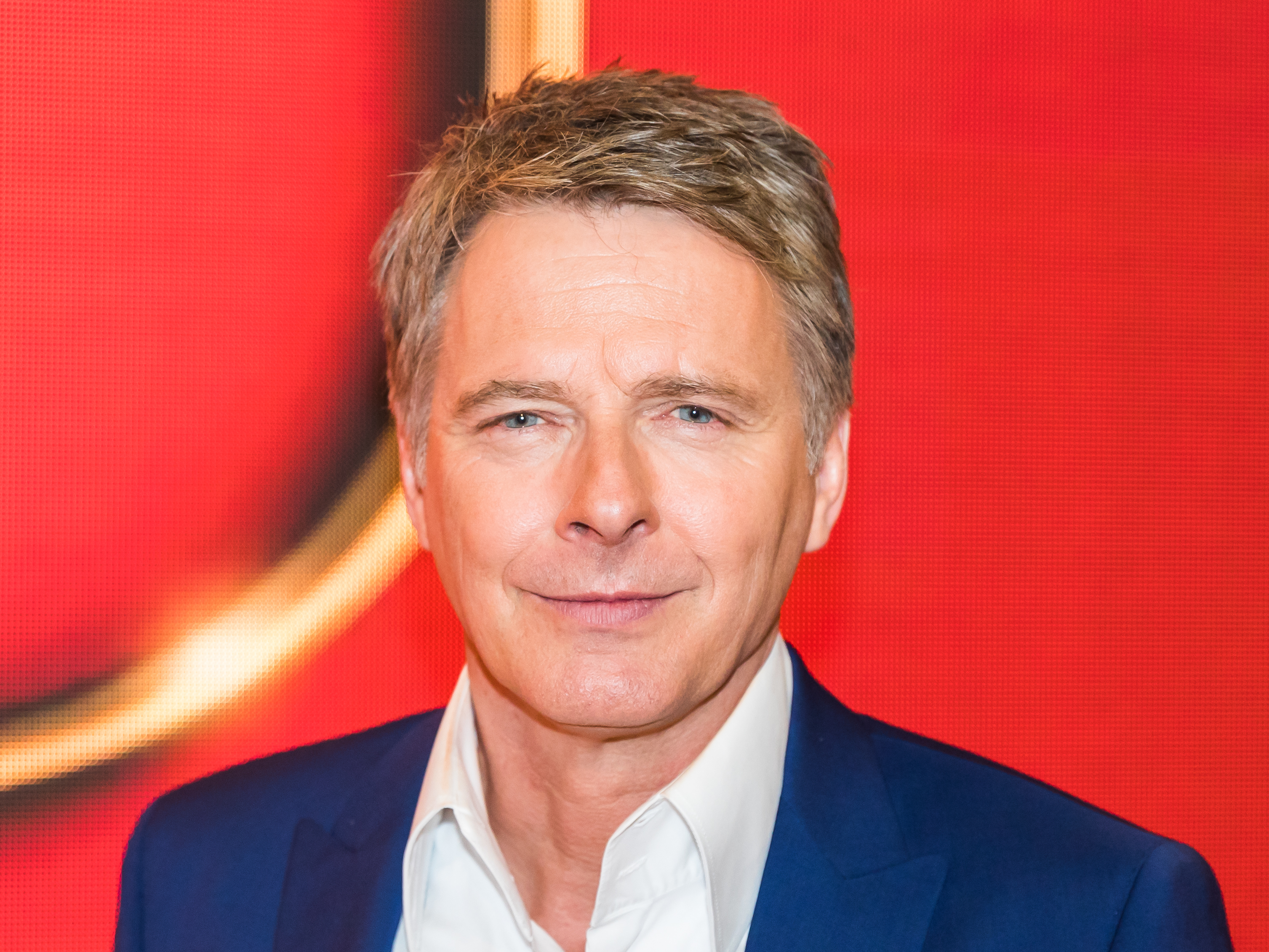
Moderator Jörg Pilawa

Paarduell war eine Quizshow im Vorabendprogramm der ARD. Sie wurde von Frank Plasbergs Firma Ansager & Schnipselmann sowie Jörg Pilawas Herr P. GmbH produziert.
Die erste Staffel der von Pilawa moderierten Sendung wurde vom 22. Februar bis zum 24. März 2016 werktags um 18:00 Uhr im Ersten ausgestrahlt. Am 21. April 2017 begann die Ausstrahlung einer zweiten Staffel mit 44 neuen Folgen und zwei XXL-Ausgaben.
In der Sendung trat Frank Plasberg zusammen mit seiner Frau Anne Gesthuysen gegen andere Paare an. Es mussten Fragen aus den Themengebieten Weltgeschehen, Politik, Sport und Boulevard beantwortet werden. Die Herausforderer-Paare sind entweder ebenfalls Prominente oder „normale“ Paare mit einer interessanten Geschichte.

## Ablauf
Jede Sendung folgte demselben Ablauf. Begonnen wurde mit dem sogenannten Fragenhagel, in welchem jedes Paar abwechselnd innerhalb einer Minute so viele Fragen wie möglich beantworten musste. Hierbei wurde jede richtig beantwortete Frage mit 100 Euro gewertet. Für das Gastpaar standen hierbei zwei Themengebiete zur Auswahl, Gesthuysen und Plasberg mussten dann das jeweils andere spielen.
Darauf folgte der Modus 1 aus 3, ein klassisches Multiple-Choice-Quiz. Die Kandidatenpaare hatten jeweils zehn Sekunden Zeit, sich für eine Antwortmöglichkeit zu entscheiden und diese einzutragen. Jede richtige Antwort gab hier 200 Euro.
Danach folgte die sogenannte Buzzer-Runde. Hierbei wurden den Kandidatenpaaren Videos von Kindern gezeigt die, je nach Folge, verschiedene Dinge darstellten. So waren es bspw. in Folge 26 nachgespielte Filme, welche es zu erraten galt. Beim Betätigen des Buzzers stoppte die Wiedergabe und eine Antwort musste genannt werden. War diese falsch, hatte das andere Paar die Möglichkeit, sich das Video zu Ende anzusehen und dann eine Antwort abzugeben. Eine richtige Antwort gab hier 300 Euro.
Als Abschluss folgte das Finale, in welchem die Paare aufgeteilt wurden. Es wurden zwei Themengebiete genannt, welche es zu bewerten galt. Es gab jeweils 2.000 Euro, die verteilt werden mussten und dann bei richtiger Antwort der Frage entsprechend vergeben werden. Diese 2.000 Euro waren unabhängig von der bis dahin erspielten Summe. Das hierbei gewonnene Geld wurde dann auf die andere Summe aufgeschlagen und dementsprechend der Gewinner ermittelt.

## Episodenliste

### Staffel 1
| Ausgabe | Ausgabe | Ausstrahlung     | Kandidaten                              | Gewinn- summe | Empfänger                                        | Jackpot                   |
| Ges.    | St.     | Ausstrahlung     | Kandidaten                              | Gewinn- summe | Empfänger                                        | Jackpot                   |
| ------- | ------- | ---------------- | --------------------------------------- | ------------- | ------------------------------------------------ | ------------------------- |
| 01      | 01      | 22. Februar 2016 | Julia Röntgen und Sasha Röntgen-Schmitz | 05.000 €      | Kinderkrebs-Zentrum Hamburg e. V.                | 00000 €                   |
| 02      | 02      | 23. Februar 2016 | Carsten Thamm-Walz und Udo Walz         | 02.800 €      | Kinderhospiz Sonnenhof der Björn-Schulz-Stiftung | 00000 €                   |
| 03      | 03      | 24. Februar 2016 | Karoline und Bernd Renard               | 00000 €       |                                                  | 04.200 €                  |
| 04      | 04      | 25. Februar 2016 | Alexandra und Michael Krämer            | 08.300 €      | 00000 €                                          |                           |
| 05      | 05      | 26. Februar 2016 | Sonja Zietlow und Jens Oliver Haas      | 04.800 €      | 00000 €                                          | Beschützerinstinkte e. V. |
| 06      | 06      | 26. Februar 2016 | Inge und Matthias Steiner               | 00000 €       |                                                  | 04.000 €                  |
| 07      | 07      | 29. Februar 2016 | Katja Burkard und Hans Mahr             | 00000 €       | 07.900 €                                         |                           |
| 08      | 08      | 1. März 2016     | Katja Ackermann und Thomas Eberle       | 00000 €       | 12.100 €                                         |                           |
| 09      | 09      | 2. März 2016     | Jana Ina und Giovanni Zarrella          | 00000 €       | 16.800 €                                         |                           |
| 10      | 10      | 3. März 2016     | Sabrina und Andreas Wutzl               | 00000 €       | 21.500 €                                         |                           |
| 11      | 11      | 4. März 2016     | Sandra Gladow und Kai Lohfeld           | 00000 €       | 26.500 €                                         |                           |
| 12      | 12      | 4. März 2016     | Marion Kiechle und Marcel Reif          | 31.500 €      | AMREF Germany                                    | 00000 €                   |
| 1. XXL  | 1. XXL  | 5. März 2016     |                                         |               |                                                  |                           |
| 13      | 13      | 7. März 2016     | Nicole Jacobs und Kai Faulbaum          | 05.000 €      |                                                  | 00000 €                   |
| 14      | 14      | 8. März 2016     | Rosemarie und Karl-Hermann Stein        | 00000 €       | 05.500 €                                         |                           |
| 15      | 15      | 9. März 2016     | Yasmina Filali und Thomas Helmer        | 00000 €       | 08.800 €                                         |                           |
| 16      | 16      | 10. März 2016    | Gesine Cukrowski und Michael Helfried   | 00000 €       | 14.300 €                                         |                           |
| 17      | 17      | 14. März 2016    | Burcu Polat und Thiemo Kieckbusch       | 00000 €       | 18.000 €                                         |                           |
| 18      | 18      | 15. März 2016    | Gracia-Patricia und Svea Walters        | 00000 €       | 21.000 €                                         |                           |
| 19      | 19      | 16. März 2016    | Sandra und Udo Lindner                  | 12.900 €      | 12.900 €                                         |                           |
| 20      | 20      | 17. März 2016    | Mirja und Sky du Mont                   | 00000 €       | 18.500 €                                         |                           |
| 21      | 21      | 18. März 2016    | Margie Kinsky und Bill Mockridge        | 22.600 €      | Chance auf Leben e. V./Sterntaler Bonn e. V.     | 00000 €                   |
| 22      | 22      | 18. März 2016    | Claudia und Thomas Anders               | 03.700 €      | Kinderschutzbund Koblenz e. V.                   | 00000 €                   |
| 23      | 23      | 21. März 2016    | Anna und Gregor Rossmanith              | 00000 €       |                                                  | 05.200 €                  |
| 24      | 24      | 22. März 2016    | Claudia Schulz und Gerd Kreutz          | 00000 €       | 09.300 €                                         |                           |
| 25      | 25      | 23. März 2016    | Nada und Horst Lichter                  | 00000 €       | 12.800 €                                         |                           |
| 26      | 26      | 24. März 2016    | Stefanie Sick und Antoine Monot, Jr.    | 00000 €       | Shangilia e. V.                                  | 15.900 €                  |

### Staffel 2
| Ausgabe | Ausgabe | Ausstrahlung   | Kandidaten                                             | Gewinn- summe | Empfänger                                               | Jackpot  |
| Ges.    | St.     | Ausstrahlung   | Kandidaten                                             | Gewinn- summe | Empfänger                                               | Jackpot  |
| ------- | ------- | -------------- | ------------------------------------------------------ | ------------- | ------------------------------------------------------- | -------- |
| 27      | 01      | 21. April 2017 | Lilly und Boris Becker                                 | 00000 €       |                                                         | 05.000 € |
| 2. XXL  | 2. XXL  | 22. April 2017 |                                                        |               |                                                         |          |
| 28      | 02      | 24. April 2017 | Mariella Ahrens und Sebastian Esser                    | 00000 €       |                                                         | 10.300 € |
| 29      | 03      | 25. April 2017 | Hannah Kohlhuber und Severin Reinmoser                 | 00000 €       | 12.700 €                                                |          |
| 30      | 04      | 26. April 2017 | Jutta und Alfons Kuhles                                | 16.600 €      | 00000 €                                                 |          |
| 31      | 05      | 27. April 2017 | Mimi Fiedler und Bernhard Bettermann                   | 00000 €       | 03.800 €                                                |          |
| 32      | 06      | 28. April 2017 | Shari und André Dietz                                  | 00000 €       | 08.000 €                                                |          |
| 33      | 07      | 2. Mai 2017    | Katharina Lindhorst und Tim Schröder                   | 12.100 €      | 00000 €                                                 |          |
| 34      | 08      | 3. Mai 2017    | Maike und Christian Lerf                               | 00000 €       | 04.700 €                                                |          |
| 35      | 09      | 4. Mai 2017    | Maximiliane und Thomas Heigl                           | 00000 €       | 09.800 €                                                |          |
| 36      | 10      | 5. Mai 2017    | Jackie Brown und Thomas Heinze                         | 14.000 €      | Kinder-Hospitz Sternenkinder                            | 00000 €  |
| 37      | 11      | 8. Mai 2017    | Lisa Heckl und Frank Buschmann                         | 02.200 €      | Giovane-Elber-Stiftung                                  | 02.200 € |
| 38      | 12      | 9. Mai 2017    | Sylvia und Jens Schneider                              | 05.900 €      |                                                         | 00000 €  |
| 39      | 13      | 10. Mai 2017   | Anne und Daniel Zellmer                                | 00000 €       | 04.100 €                                                |          |
| 40      | 14      | 11. Mai 2017   | Alexandra und Andreas Kaltenbach                       | 00000 €       | 09.000 €                                                |          |
| 41      | 15      | 12. Mai 2017   | Ilona und Michael Groß                                 | 00000 €       | 11.100 €                                                |          |
| 42      | 16      | 15. Mai 2017   | Janine Kunze und Dirk Budach                           | 00000 €       | 15.200 €                                                |          |
| 43      | 17      | 16. Mai 2017   | Anja und Christian Thomas                              | 00000 €       | 20.000 €                                                |          |
| 44      | 18      | 17. Mai 2017   | Uta und Dieter Schwarz                                 | 22.800 €      | 00000 €                                                 |          |
| 45      | 19      | 18. Mai 2017   | Naheed und Dominic                                     | 00000 €       | 04.100 €                                                |          |
| 46      | 20      | 19. Mai 2017   | Claudia und Stefan Effenberg                           | 00000 €       | 09.100 €                                                |          |
| 47      | 21      | 22. Mai 2017   | Ulrike und Alexander von der Groeben                   | 13.700 €      | Stiftung Kölner Herzzentrum/Volksverein Mönchengladbach | 00000 €  |
| 48      | 22      | 23. Mai 2017   | Monika Grömping und Thomas Rynders                     | 03.200 €      |                                                         | 00000 €  |
| 49      | 23      | 24. Mai 2017   | Saskia Runge und Tom Gaebel                            | 04.900 €      | Kölner Tafel e. V.                                      | 00000 €  |
| 50      | 24      | 29. Mai 2017   | Tanja Szewczenko und Norman Jeschke                    | 00000 €       |                                                         | 03.500 € |
| 51      | 25      | 31. Mai 2017   | Silvia und Winfried Bieker                             | 07.600 €      | 00000 €                                                 |          |
| 52      | 26      | 1. Juni 2017   | Nicole und Alexander Pauls                             | 00000 €       | 04.500 €                                                |          |
| 53      | 27      | 2. Juni 2017   | Paulina und Oliver Petszokat                           | 00000 €       | 08.700 €                                                |          |
| 54      | 28      | 6. Juni 2017   | Margie Kinsky und Bill Mockridge                       | 00000 €       | 13.600 €                                                |          |
| 55      | 29      | 7. Juni 2017   | Janina und Danny Philipp                               | 00000 €       | 18.400 €                                                |          |
| 56      | 30      | 8. Juni 2017   | Kathrin Hempen-Voss und Andreas Lindt                  | 23.000 €      | 00000 €                                                 |          |
| 57      | 31      | 9. Juni 2017   | Mia und Jenke von Wilmsdorff                           | 00000 €       | 04.400 €                                                |          |
| 58      | 32      | 12. Juni 2017  | Ross Antony und Paul Reeves                            | 00000 €       | 07.400 €                                                |          |
| 59      | 33      | 13. Juni 2017  | Katharina Gründig Figueiroa und Elangeeran Thiagarajah | 10.300 €      | 00000 €                                                 |          |
| 60      | 34      | 14. Juni 2017  | Katrin Reiser und Markus Peter Wilhelm                 | 06.200 €      | 00000 €                                                 |          |
| 61      | 35      | 15. Juni 2017  | Christina Surer und Martin Tomczyk                     | 00000 €       | 04.100 €                                                |          |
| 62 1    | 36      | 15. Juni 2017  | Tessa Mittelstaedt und Mathias Komm                    | 00000 €       | 07.500 €                                                |          |
| 3. XXL  | 3. XXL  | 17. Juni 2017  |                                                        |               |                                                         |          |
| 63      | 37      | 19. Juni 2017  | Barbara Wussow und Albert Fortell                      | 05.700 €      | Auf Augenhöhe / SOS-Kinderdorf Közeg                    | 05.700 € |
| 64      | 38      | 20. Juni 2017  | Yeter Kaplan und Serdar Gungördü                       | 09.900 €      |                                                         | 00000 €  |
| 65      | 39      | 21. Juni 2017  | Marco und Eric                                         | 04.600 €      |                                                         | 00000 €  |
| 66      | 40      | 23. Juni 2017  | Stefanie Hertel und Lanny Lanner                       | 04.400 €      | Stefanie Hertel hilft e. V.                             | 00000 €  |
| 67      | 41      | 26. Juni 2017  | Nina Bott und Benjamin Baarz                           | 04.500 €      | casablanca Jugendhilfe Berlin                           | 00000 €  |
| 68      | 42      | 28. Juni 2017  | Lil und Steffen                                        | 00000 €       |                                                         | 04.800 € |
| 69      | 43      | 29. Juni 2017  | Melanie und Jürgen                                     | 00000 €       | 09.200 €                                                |          |
| 70      | 44      | 30. Juni 2017  | Steffi Neu und Markus Bremers                          | 00000 €       | Shangilia Deutschland e. V./Kinderaugenkrebsstiftung    | 14.200 € |

## XXL-Ausgaben
Am 5. März 2016 fand eine XXL-Ausgabe vom Paarduell als Samstagabendshow um 20:15 Uhr im Ersten statt. Hier traten Boris und Lilly Becker, Jana Kilka und Thore Schölermann sowie Judith und Axel Milberg an.
| Kandidaten                         | Jackpot  | Jackpot   | Jackpot   | Empfänger                            | Gewinnsumme |
| Kandidaten                         | Vorrunde | 1. Finale | 2. Finale | Empfänger                            | Gewinnsumme |
| ---------------------------------- | -------- | --------- | --------- | ------------------------------------ | ----------- |
| Anne Gesthuysen und Frank Plasberg | 13.100 € | 33.100 €  | 33.100 €  |                                      |             |
| Judith Milberg und Axel Milberg    | 14.900 € | 23.900 €  | 53.100 €  | Plan International Deutschland e. V. | 53.100 €    |
| Jana Kilka und Thore Schölermann   | 09.700 € | 21.800 €  | –         |                                      |             |
| Lilly Becker und Boris Becker      | 06.400 € | 12.400 €  | –         |                                      |             |

Am 22. April 2017 traten Oliver Mommsen mit Ehefrau Nicola, Linda Hesse und ihr Freund André Franke sowie Uschi Glas mit Gatte Dieter Hermann zur zweiten XXL-Ausgabe an.
| Kandidaten                         | Jackpot  | Jackpot   | Jackpot   | Empfänger                                  | Gewinnsumme |
| Kandidaten                         | Vorrunde | 1. Finale | 2. Finale | Empfänger                                  | Gewinnsumme |
| ---------------------------------- | -------- | --------- | --------- | ------------------------------------------ | ----------- |
| Anne Gesthuysen und Frank Plasberg | 09.500 € | 21.500 €  | 31.500 €  | Shangilia e. V. / Kinderaugenkrebsstiftung | 31.500 €    |
| Nicola und Oliver Mommsen          | 09.800 € | 09.800 €  | –         |                                            |             |
| Uschi Glas und Dieter Hermann      | 07.300 € | 07.300 €  | –         |                                            |             |
| Linda Hesse und André Franke       | 13.500 € | 13.500 €  | 13.500 €  |                                            |             |

Am 17. Juni 2017 traten Giovanni Zarrella mit Ehefrau Jana Ina, Christine Sommer mit Partner Martin Brambach und Rosi Mittermaier-Neureuther mit Ehemann Christian Neureuther zur dritten XXL-Ausgabe an.
| Kandidaten                                           | Jackpot  | Jackpot   | Jackpot   | Empfänger                                                    | Gewinnsumme |
| Kandidaten                                           | Vorrunde | 1. Finale | 2. Finale | Empfänger                                                    | Gewinnsumme |
| ---------------------------------------------------- | -------- | --------- | --------- | ------------------------------------------------------------ | ----------- |
| Anne Gesthuysen und Frank Plasberg                   | 10.700 € | 30.700 €  | 43.700 €  | Shangilia Deutschland e. V. / Aktion Deutschland hilft e. V. | 43.700 €    |
| Rosi Mittermaier-Neureuther und Christian Neureuther | 10.700 € | 10.700 €  | –         |                                                              |             |
| Christine Sommer und Martin Brambach                 | 13.100 € | 26.100 €  | 26.100 €  |                                                              |             |
| Jana Ina und Giovanni Zarrella                       | 08.400 € | 08.400 €  | –         |                                                              |             |

## Quoten
Die höchste Zuschauerzahl erreichte Pilawas Sendung mit der ersten Folge, die am 22. Februar 2016 ausgestrahlt wurde. Diese brachte dem Sender einen Marktanteil von 12,1 Prozent ein. 2,51 Millionen Menschen sahen den Auftakt der Sendung.
Die 26 Folgen der 1. Staffel des Paarduells erreichten eine durchschnittliche Zuschauerzahl von 2,25 Millionen. Dies entsprach einem Marktanteil von 11,3 Prozent. Damit erreichte das Format fast den Senderschnitt, der bei 11,6 Prozent liegt. Die Vorabendsendung fiel besonders durch das schlechte Abschneiden beim Publikum zwischen 14 und 49 Jahren auf. Hier konnte das Quiz nur durchschnittlich 0,28 Millionen Zuschauer begeistern. So lag das Paarduell mit 4,9 Prozent Marktanteil deutlich hinter dem Senderschnitt.
Die am 5. März 2016 ausgestrahlte XXL-Ausgabe erreichte 4,82 Millionen Zuschauer. Die Sendung brachte dem Ersten einen Marktanteil von 16,2 Prozent ein. In der Zielgruppe lag dieser bei 8,1 Prozent. 0,84 Millionen Menschen verfolgten die von Jörg Pilawa moderierte Sendung. Damit war die am Abend ausgestrahlte XXL-Ausgabe erfolgreicher als die anderen Folgen, die im Vorabendprogramm des Senders liefen.
Die ab 21. April 2017 bis 30. Juni 2017 ausgestrahlte zweite Staffel verfolgten durchschnittlich 1,75 Millionen Zuschauer. Dies machte einen Marktanteil von 11,3 Prozent aus, wodurch der Marktanteil der ersten Staffel gehalten werden konnte.
Die XXL-Ausgabe am 22. April 2017 erreichte mit 3,87 Millionen Zuschauern einen Marktanteil von 13,4 Prozent. Am 17. Juni 2017 sahen 3,81 Millionen Zuschauer die XXL-Ausgabe, was einem Marktanteil von 15,4 Prozent entsprach.

## Besondere Vorkommnisse
- In der Sendung vom 1. März 2016 machte Thomas Eberle seiner Freundin Katja Ackermann einen Heiratsantrag.[14][15]
- Vor der Aufzeichnung der Sendung vom 2. März 2016 wurde eine „Sonderfolge“ für Verstehen Sie Spaß? produziert. Die Opfer waren Frank Plasberg und Anne Gesthuysen.[16]
- In der Ausgabe vom 16. März 2016 kam es zu einem Gleichstand von 4.800 € für beide Teams, weshalb der Jackpot von 21.000 € aufgeteilt wurde und somit beide Teams jeweils 12.900 € bekamen. Am 8. Mai 2017 wurde der Jackpot aufgrund eines Gleichstandes erneut aufgeteilt, so dass jedes Team 2.200 € erhielt. Das Gleiche geschah am 19. Juni 2017, als beide Teams 5.700 € gewannen.